# Montague (Michigan)
Montague est une ville du comté de Muskegon, dans l'État du Michigan, aux États-Unis. En 2020, sa population était de 2 417 habitants.